# Nkolmetet
Nkolmetet es una comuna camerunesa perteneciente al departamento de Nyong-et-So'o de la región del Centro.
En 2005 tiene 13 647 habitantes, de los que 1529 viven en la capital comunal homónima.
Se ubica sobre la carretera N9, unos 40 km al sureste de la capital nacional Yaundé.

## Localidades
Comprende, además de Nkolmetet, las siguientes localidades:
- Awaé
- Ayéné
- Bikoko
- Bizock
- Efoulan
- Ekekam
- Elende
- Endengué
- Kondessong
- Mbedoumou II
- Mbega
- Mengueme Bane
- Metet
- Ngoantet
- Nkol Ekabili
- Nkol Ngui
- Nkol Oveng
- Nkol Tombo
- Nkolya
- Nsessougou
- Obout
- Olamdoé
- Oveng
- Soassi
- Yop
- Zalom